# بوينغ كيه سي-767
البوينغ كيه سي-767 هي طائرة عسكرية صممت لنقل المعدات العسكرية و للتزويد بالوقود جوا، طورت من طائرة البوينغ 767-200 أي أر، تم تسمية الناقلة بالكية سي 767 إيه في عام 2002 من قبل القوات الجوية الأمريكية، و ذلك بعد اختيارها لخلافة الناقلات القديمة مثل البوينغ كيه سي -135، تم تجميد العقد ثم إلغائه لاحقا بسبب مزاعم الفساد.
الطائرة تم تطويرها للقوات الجوية الإيطالية وقوة الدفاع الذاتي الجوية اليابانية. اللتان طلبتا أربعة طائرات لكل منهما، وبتمويل من القوتين تم إعادة فتح المشروع من جديد من قبل بوينغ، و سعيا من هذه الأخيرة لتلقي طلبات من القوات الجوية الأمريكية فقد تم تقديم اقتراح لها لاختيار مشروع كيه سي-أكس، وتم اختيار اسم كيه سي-46 في فبراير 2011.